# So Undercover
So Undercover is een Amerikaanse komediefilm, geregisseerd door Tom Vaughan. De film draait vanaf december 2012 in de zalen in België, Nederland en het Verenigd Koninkrijk, in de VS komt hij direct op dvd in februari 2013.
Aanvankelijk zou de film al vanaf oktober 2011 in de zalen draaien, maar dit werd telkens uitgesteld. Half oktober 2012 verscheen de allereerste trailer. In België verschijnt hij maar in beperkte bioscoopzalen.

## Verhaallijn
De privédetective Molly Morris krijgt een aanbieding voor een klus van de FBI. Ze moet undercover gaan om Alex, de dochter van een belangrijke getuige tegen een maffisioso die jarenlang onwetend diens boekhouding heeft gedaan, te redden. Terwijl ze bezig is met haar klus wordt ze verliefd op Nicolas, aan wie ze haar ware identiteit niet mag laten weten.

## Rolverdeling
| Acteur          | Personage    | Opmerkingen                        |
| --------------- | ------------ | ---------------------------------- |
| Miley Cyrus     | Molly Morris | Undercovernaam: Brooke Stonebridge |
| Jeremy Piven    | Armon        |                                    |
| Autumn Reeser   | Bizzy        |                                    |
| Mike O'Malley   | Sam Morris   | Vader van Molly                    |
| Kelly Osbourne  | Becky        |                                    |
| Eloise Mumford  | Sasha        |                                    |
| Phil Austin     | Dr. Millson  |                                    |
| Lauren McKnight | Alex         |                                    |
| Megan Park      | Ashley       |                                    |
| Morgan Calhoun  | Carlos       |                                    |
| Alexis Knapp    | Taylor       |                                    |
| Joshua Bowman   | Nicholas     |                                    |
| Matthew Settle  | Hector       |                                    |

## Externe Links
- (en)   So Undercover in de Internet Movie Database
- (nl)   So Undercover op MovieMeter
- (mul)   So Undercover in The Movie Database
- (en)   So Undercover in de database van AllMovie